# Neo Group
Die UAB Neo Group ist einer der größten Hersteller von Polyethylenterephthalat-Granulat (PET) in Europa mit Sitz in Litauen, in Rimkai (Rajongemeinde Klaipėda).
Die Kunden sind die weltgrößten Hersteller von Erfrischungsgetränken, Mineralwassern, Bieren, Haushaltschemie sowie viele europäische Hersteller für Plastikverpackungen, für die das Unternehmen PET-Granulat NEOPET  produziert und liefert.
Die „NEO GROUP“ ist führendes Mitglied der Gruppe „Retal Industries“ der PET-Industrie.
2007 erzielte es einen Umsatz von 1,1 Milliarden Litas (318,582 Millionen Euro). Es gibt 188 Mitarbeiter (2013).